# Шаховской, Иван Андреевич
Князь Иван Андреевич Шаховской (1740 — 12 апреля 1811) — генерал от инфантерии, сенатор из рода Шаховских.

## Биография
Родился в 1740 году в семье князя Андрея Борисовича и Матрены Кирьяковны (урожд. Голенищева-Кутузова). В службу вступил в 1751 году; с 1762 года — ротмистр Сухопутного шляхетного кадетского корпуса; с 1765 года — подполковник. Служил в кирасирском полку.
Полковником Вятского карабинерного полка участвовал в Польской компании 1768—1772 годов; 26 ноября 1772 года был награждён орденом Святого Георгия 4-й степени. В чине генерал-майора с 10 июля 1775 года.
Был членом Военной коллегии. С января 1797 года по 18 марта 1800 года — председатель генерал-аудиториата; 5 апреля 1797 года награждён орденом Св. Анны 1-й степени.
Действительный тайный советник. Сенатор (1800—1811).

## Семья
Жена (с 18 мая 1768 года) — Екатерина Ивановна Коцарева, дочь отставного бригадира  Ивана  Николаевича Коцарева. Их дети:
- Екатерина (1770—?)
- Пётр (1771—1827), сын которого — декабрист Фёдор Петрович Шаховской (1796—1829).